# Tito (Italie)
Pour les articles homonymes, voir Tito (homonymie).
Tito (Lu Titu en gallo-italique de Basilicate), est une commune italienne d'environ 7 150 habitants située dans la province de Potenza, dans la région Basilicate, en Italie méridionale. Elle est située à 15 km à l'ouest de l'agglomération de Potenza.

## Géographie
Tito est une petite ville de la Basilicata (Sud Italie) et elle fait partie de la communauté montagnarde du Melandro située sur la ligne de partage des eaux entre la mer Ionienne au Sud et la mer Tyrrhénienne à l'Ouest. Dans son territoire il y a deux torrents affluents: le Tora qui se plonge dans le fleuve Basento et le Fiumara de Tito dans le fleuve Sele. Le centre de Tito se trouve à 650 m d'altitude. La commune de Tito abrite l'une des principales zones industrielles de la province de Potenza, située sous le versant sud du Mont Li Foj (it).
La commune a été le lieu de plusieurs événements historiques découverts au cours de fouilles archéologiques à proximité de la vieille ville de Satrianum (it). La Torre di Satriano, un centre médiéval qui comprend les vestiges d'une tour normande, une cathédrale et bien d'autres vestiges, sont situés sur le territoire communal. Cette zone est un site archéologique très important où, à la suite de diverses activités de recherche, de nombreux objets datant du VIIe siècle av. J.-C. ont été découverts.
La commune est divisée en deux parties : le centre urbain de Tito, où vivent la majorité des habitants, qui comprend la mairie et tous les services publics, et la zone industrielle et commerciale de Tito Scalo, qui comprend la gare de triage des Ferrovie dello Stato Italiane et une des zones industrielles les plus importantes de la région, qui attire de très nombreuses entreprises de la province de Potenza dont le constructeur de matériel ferroviaire Firema Trasporti.
Le territoire de la commune de Tito était inclus, jusqu'en 2003, dans une zone de degré sismique moyenne S=9, classement établi après le catastrophique tremblement de terre d'Irpinia du 23 novembre 1980. En 2003, l'Ordonnance de la Présidence du Conseil des Ministres N° 3274 du 20 mars 2003, parue au journal officiel italien N° 105 du 8 mai 2003, a inclus la commune de Tito dans la zone sismique 1 (élevée), conformément aux nouvelles normes sismiques italiennes.

## Histoire
L’histoire et les origines du centre de Tito sont incertaines à cause des différents séismes qui ont frappé la zone. Il est certain, par contre, qu'à l'origine, la ville se trouvait dans un secteur beaucoup plus élevé, au nord-est de Monte Carmine, près de la zone industrielle actuelle, sur les collines au sud de la plaine de Santa Loja, abandonnée en raison de la destruction complète de la ville due à la guerre près de la zone industrielle actuelle. sur les collines au sud de la plaine de Santa Loja, comme l'a rapporté Tito Livio. À la suite de sa destruction, les titesi (habitants de Tito) se sont divisés en deux : une partie s'est déplacée vers la zone appelée "Piano della Chiesa", au nord-est de la Tour Satriano ; l'autre s'est arrêtée sur les rives de la Noce, dans la localité appelée "In piedi alla terra" ou Fiumara, où se trouve la ville actuelle. La population a également augmenté grâce à la destruction de Satrianum, où se trouvent d'importants vestiges archéologiques.
Dans l'antiquité, le secteur de la Tour de Satriano était sous le contrôle d'une communauté d'agriculteurs et de guerriers, parmi les représentants les plus importants d'une riche élite, liée à la Grande Grèce. Le sanctuaire dédié à la déesse Méfitis a perduré pendant des siècles, ce qui a confirmé l'importance de ce lieu. L'un des premiers noms de la ville était « Teiodes », signifiant soufre « sulfureux » dû à la présence de nombreuses sources d'eau sulfureuse. Il est devenu "Tito" après une lente transformation. Mais ce nom pourrait aussi dériver de « Titus » ou « Titulus » en latin, qui peut avoir plusieurs significations : 
- « frontière », désignant la zone frontalière entre le gouvernorat byzantin et la principauté de Salerne ou «forteresse» qui ferait référence à la capacité des habitants à se défendre
- « soldat », pour la présence d’un campement romain
- « Titulus », tombeau pour les morts qu’il y eut après les combats entre Romains et Carthaginois.

Avec l'abandon de la colline Satriano, Grumentum, un des centres les plus riches et les plus importants de la Lucanie romaine a connu une forte croissance. Une légende attribuée au saint patron de la ville, San Laviero Martire (it), raconte que Laviero était venu à Grumento pour prêcher la parole de Dieu le 14 juillet 312 apr. J.-C. après avoir échappé aux persécutions d'Agrippa. Le Président de la Lucanie le fit arrêter au nom des dieux, mais ne parvenant pas à le convertir, il ordonna de le jeter aux bêtes sauvages mais celles-ci, au lieu de le dévorer, s'accroupirent à ses pieds, se tournant d'un air menaçant vers Agrippa. Après avoir été ramené en prison, un ange apparut à Laviero qui lui ouvrit les portes de sa cellule, l'invitant à quitter la ville. Il sera ensuite capturé à Grumentum et décapité devant en public le 17 novembre 312 apr. J.-C.
Plusieurs événements tragiques ont frappé la ville de Tito :
- le séisme de 1561 (it) qui détruisit le centre-ville provoquant une centaine de morts,
- la peste de 1656 qui dévasta tout le royaume de Naples ainsi que le tremblement de terre de 1694 qui a fait de gros dégâts. Plusieurs églises, comme l'église mère, le clocher et trois autres chapelles de la ville ont été entièrement détruites. Cette période fut également très sombre pour tout le pays en raison de la domination des nobles et des seigneurs féodaux ; un symbole fort de cette époque est le Château dont il ne reste qu'une seule rue,
- la Révolution napolitaine de 1799,
- le violent tremblement de terre de 1857 (it) qui a frappé le territoire, l'un des plus dévastateurs de toute l'Europe, faisant 9 257 victimes rien qu'en Basilicate. Cela a provoqué une pauvreté générale et a engendré les premiers flux migratoires, notamment vers les Amériques,
- la révolte de 1860, avec l'expédition des Mille venus de Sicile. La Basilique a préparé son insurrection sous la direction de Giacinto Albini, Nicola Mignogna et Camillo Boldoni qui furent les premiers à proclamer l'unification de l'Italie à Corleto Perticara. Le 18 août 1860, l'insurrection atteint Potenza et Tito, où un groupe de volontaires dirigé par Ulisse Caldani tend un piège aux troupes bourboniennes, qui se replient sur Auletta.

En 1880, la ligne ferroviaire reliant Eboli à Metaponto est inaugurée et c'est précisément à Tito qu'est implantée la gare au milieu de cet important axe de communication entre la mer Tyrrhénienne et la mer Ionienne, située à 4 km du centre-ville. Le tremblement de terre de 1930 (it) a provoqué de nouvelles destructions. En 1936, la population a considérablement diminué et, avec l'entrée en guerre de l'Italie dans la Seconde Guerre mondiale, la situation s'est encore aggravée, conduisant à une grave crise économique, en particulier dans le secteur agricole. En 1951, l'émigration reprend mais vers les pays du nord de l'Europe. En 1963, un autre violent tremblement de terre frappe le pays.
Vers la fin des années 1960, les premiers investissements industriels, favorisés par la Cassa per il Mezzogiorno, commencent à se développer dans le secteur de Tito Scalo, créant ainsi de nouveaux emplois. Le nombre de travailleurs dans le secteur industriel a augmenté de manière significative, entraînant une forte diminution du nombre d'agriculteurs entre 1980 et 1990.
Le séisme du 23 novembre 1980 a entraîné la destruction presque complète de l'Église Mère mais heureusement, aucune victime n'a été déplorée à Tito. Les années de la fin du XXe siècle ont été marquées par la reconstruction qui a conduit à un rapide développement économique et social grâce à la croissance de la zone industrielle et à un investissement important dans le secteur commercial. Grâce à son revenu par habitant, la commune figure parmi les villes les plus importantes de la région Basilicate et est l'une des rares de la région à toujours accueillir de nouveaux résidents.

## Monuments

### Tour Satriano
Vestiges d'une ancienne tour normande (XIe siècle apr. J.-C.). L'ancienne Satrianum (it), selon une légende populaire, fut détruite lors d'un incendie vers 1450 à la demande de Giovanna II Durazzo D'Angiò et ne fut plus jamais reconstruit. Ses habitants se sont dispersés dans les villes voisines de Pietrafixa (aujourd'hui Satriano di Lucania) et tout ce qui est resté de Tito et de son passé glorieux était le nom, les vestiges qui peuvent encore être visités aujourd'hui.

### Fontaine de la Piazza del Seggio
Fontaine monumentale en pierre construite au XVIIIe siècle.

### Arc Durazzesco
Il a été construit au XVe siècle et permet d'accéder à la mairie.

### Château
Dans la ville de Tito, à l'époque féodale, il y avait une fortification entourée de murs d'enceinte, sans tours, à l'endroit que l'on appelle le « Château ». Ce château appartenait à la famille des princes Ludovisi. Il fut racheté par les princes de Stigliano qui, en 1692, le vendirent au baron Laviano, marquis de Satriano. En 1827, le château fut revendu par le marquis Pietro Laviano aux propriétaires fonciers Luigi Spera et Francesco Laurini.

### Église paroissiale de San Laviero Martyr
Elle a été construite en 1465 et était dédiée au Saint patron martyr San Laviero (it). Elle a été très gravement endommagée par les tremblements de terre de 1694, 1826 et 1857. Elle a également subi des dégâts considérables lors des tremblements de terre de février 1963 et du 23 novembre 1980. Elle a été entièrement reconstruite et reconsacrée le 26 juillet 2009, dédiée à San Laverio. L'église a une nef à trois travées et abrite un orgue en bois et une toile du XVIIIe siècle représentant le martyre des frères martyrs Primo, Sonzio et Valentino. Dans la travée de gauche, on peut voir la grande chapelle de San Mattia Apostolo tandis que dans la travée de droite se trouvent des niches latérales. Dans le transept latéral droit, on accède au clocher tandis que dans l'atrium, on accède à un escalier qui conduit au sous-sol où se trouvent des bureaux, des entrepôts et des salles paroissiales. La travée centrale de la nef abrite l'abside et l'autel tandis qu'une porte à gauche mène à la sacristie. L'église comporte de nombreuses statues.

### Église du Calvaire
Construite en 1300, c'est l'un des lieux de culte les plus anciens de Tito et comporte plusieurs statues.

### Église de la Madonna delle Grazie
Construite par dévotion à la Madonna delle Grazie par la famille Laurino, c'était un lieu privé ouvert comme lieu de culte public à partir du milieu du XXe siècle.

### Couvent franciscain et l'église de Sant'Antoine de Padoue
Article détaillé en italien Église de Sant'Antoine de Padoue (Tito) (it)
Il a été construit en 1514 et était dédié à Saint Antoine de Padoue et à Saint François d'Assise. À l'intérieur, on peut admirer les artistiques et précieux autels baroques des années 1700. L'église est de style baroque et possède deux nefs, centrale et à gauche. Il reste six toiles sauvegardées et conservées dans l'église : Saint Michel archange, la Sainte Trinité, les Martyrs de Titus, l'Immaculée Conception, Sainte Claire d'Assise et Sainte Marthe la religieuse et la Madone des Martyrs ainsi que de nombreuses statues en bois de 1500 et 1769.

### Le couvent de Tito
Le couvent était dédié à Saint Antoine de Padoue et les ecclésiastiques s'accordent pour rapporter les interventions miraculeuses fréquentes du Saint. En 1657, Tito fut libéré de la peste et en 1662 d'une invasion de chenilles. En 1584, un autel de l'église annexée au couvent et dédié à l'Immaculée Conception fut déclaré privilégié par le Pape Grégoire XII.
Dans les décennies suivantes, le couvent a été converti en une maison d'études de la théologie et de la philosophie, puis une maison de noviciat.
Les fresques sur les murs et les voûtes des quatre couloirs qui entourent le cloître, représentent des épisodes et des miracles de la vie de Saint Antoine de Padoue. Réalisées au début de 1600, vers 1606-1607, elles sont attribuées à Giovanni De Gregorio dit Pietrafesa, un artiste lucanien qui s'est formé à Naples dans l'atelier de Fabrizio Santafede.

### L'église
La grande église franciscaine annexée au monastère a probablement été construite à la même époque.

### Sanctuaire de la Madonna del Carmine
Il a été construit en 1800 par des soldats français et abrite la statue de la Madonna del Carmine pendant les quatre mois d'été où de nombreux pèlerinages sont organisés du deuxième dimanche de mai au 8 septembre. La fête de la Madonna del Carmine a lieu le deuxième dimanche de mai et le 8 septembre de chaque année.

### Église du martyr San Vito
L'église de San Vito Martyr, entièrement détruite par le tremblement de terre de 1980, a été reconstruite en 2000.

### Église de la Madonna degli Sposi
Située à trois kilomètres du centre-ville sur l'ancienne route Tito Picerno, elle a été construite par des soldats français en 1745. C'est une ancienne chapelle qui abrite une statue en bois de la Madone que les habitants de Tito appellent martyrs ou époux.

### Église des Saints Primo, Sonzio, Valentino frères et martyrs
Dédiée aux premiers protecteurs de Tito, elle fut construite en 313. A l'intérieur se trouve une peinture des trois Saints tandis que leurs statues sont conservées dans l'église mère.

### Église de la Madonna dell'Annunziata
Elle a été construite par une famille noble dévouée à la Madone de Pompéi.

## Économie
La zone industrielle de Tito est située à proximité de la ville, dans le hameau de Tito Scalo, près de la gare. Elle accueille de très nombreuses entreprises.
L'agriculture conserve un rôle important dans l'économie locale avec la production de céréales (notamment du blé), de fourrages, de fruits et légumes. Des oliveraies et des vignes sont aussi très présentes sur le territoire de la commune. L'élevage d'ovins, de bovins et de volailles est très répandu, suivi par celui des chèvres, des porcs et des chevaux. Le secteur agriculture représente 0,3 % de la main d'œuvre active de la commune.
L'industrie métallurgique se développe, soutenue par des usines produisant des machines et du matériel électrique. Plusieurs entreprises de renommée internationale sont installées à Tito Scalo comme le constructeur ferroviaire Firema Trasporti, le constructeur de convoyeurs industriels S.T.M. – Sviluppo Tecnologie Meccaniche S.p.A. et un des constructeurs de machines de nettoyage industriel (Hydros Srl). (29 % des actifs).
On trouve sur la commune des entreprises de recyclage de métaux (Valenzano Srl) et des déchets urbains et industriels & biomlasse (New Ecology System Srl). Des ateliers métallurgiques (Patrone & Mongello SpA - Forgeage, emboutissage, estampage et profilage des métaux), de construction métalliques (Comes Srl / Edinvest Srl), etc. (2,8 % des actifs)
Tito abrite de très nombreuses petites entreprises dans les secteurs de l'alimentation, la chaussure, la construction, la pharmacie (SM Farmaceutici Srl - produits injectables), l'imprimerie, le bois, l'ameublement, les matériaux de construction (y compris le verre), la fabrication d'articles en plastique, la bijouterie et l'orfèvrerie, l'électricité. (29 % des actifs)
Le secteur tertiaire est constitué de commerces de toutes tailles et de la société Hair Industry, leader  dans la distribution de produits pour les salons de coiffure en Europe et aux États-Unis. (15,2 % des actifs) 
Les structures d'hébergement proposent à la fois des options de restauration et d'hébergement. (2,7 % des actifs)

### Infrastructures et transports

#### Routes
Voir liste des routes de la province de Potenza : Strade provinciali della provincia di Potenza (it)
La route nationale SS.95 (it) permet de relier la commune de Tito, au nord, au Raccordement autoroutier RA.5 qui relie l'autoroute A2 de la Méditerranée, prolongement de l'autoroute du Soleil de Naples à Reggio de Calabre à l'ouest avec la super-route* SS.407 "Basentana" qui relie Potenza à Metaponto (100 km). Le RA.5 fait partie de la route européenne E847 qui se termine à Metaponto.
* : En Italie, le classement des voiries est précis :

- l'autoroute est une voie à 2 chaussées séparées avec BAU (bande d'arrêt d'urgence) avec panneaux verts, avec 2 voies de circulation minimum, à péage ou gratuite

- une super-route (Super strada) est une autoroute aux caractéristiques moins rigides, à 2 chaussées séparées avec BAU, 2 voies de circulation minimum et gratuite,

- une voie rapide (type à la française) est classée route à 2 voies séparées car la BAU n'est pas conforme aux règles en vigueur sur les autoroutes, gratuite

- une route nationale (SS) a les mêmes caractéristiques qu'en France, mais toutes respectent le gabarit routier de 4,50 mètres de hauteur et 7 m de largeur, au minimum.

#### Chemin de fer
La commune est dotée d'une gare sur la ligne Naples-Salerne-Potenza-Tarante (it). La gare de Tito est située à environ 4 km du centre-ville, dans le hameau de Tito Scalo.

### Administration
Voir liste exhaustive des maires de Tito depuis l'an 1800 : Liste des Maires de Tito (it)
| Période | Période  | Identité                 | Étiquette                | Qualité |
| ------- | -------- | ------------------------ | ------------------------ | ------- |
| 1985    | 1990     | Antonio Salvatore        |                          | Maire   |
| 1990    | 1995     | Sabatino Lucente         |                          | Maire   |
| 1995    | 1999     | Nicola Fermo             |                          | Maire   |
| 1999    | 2004     | Nicola Fermo             |                          | Maire   |
| 2004    | 2009     | Pasquale Edoardo Scavone | Liste Cristiano Popolari | Maire   |
| 2009    | 2014     | Pasquale Edoardo Scavone | Liste Cristiano Popolari | Maire   |
| 2014    | 2019     | Graziano Scavone         | Liste Cambia Tito        | Maire   |
| 2019    | en cours | Graziano Scavone         | Liste Cambia Tito        | Maire   |

#### Hameauxde Tito
Tito Scalo, Radolena, Frascheto, Rione Mancusi.

#### Communes limitrophes
Abriola, Picerno, Pignola, Potenza, Sant'Angelo Le Fratte, Sasso di Castalda, Satriano di Lucania, Savoia di Lucania.

## Démographie

### Evolution démographique
Graphique de l'évolution démographique de la commune de Tito
| 1861  | 1871  | 1881  | 1901  | 1911  | 1921  | 1931  | 1936  | 1951  |
| ----- | ----- | ----- | ----- | ----- | ----- | ----- | ----- | ----- |
| 4 857 | 4 787 | 4 673 | 3 621 | 3 308 | 3 523 | 3 967 | 3 942 | 4 260 |

| 1961  | 1971  | 1981  | 1991  | 2001  | 2011  | 2021  | - | - |
| ----- | ----- | ----- | ----- | ----- | ----- | ----- | - | - |
| 4 364 | 4 037 | 4 834 | 5 722 | 6 387 | 7 172 | 7 147 | - | - |

Source ISTAT
La densité de population de la commune est de 100,1 habitants/km².

### Groupes ethniques et minorités étrangères
Au 31 décembre 2021, il y avait 293 étrangers réguliers recensés (140 hommes et 153 femmes) représentant 4,11 % de la population de Tito, valeur très éloignée de la moyenne italienne.

## Galerie de photos

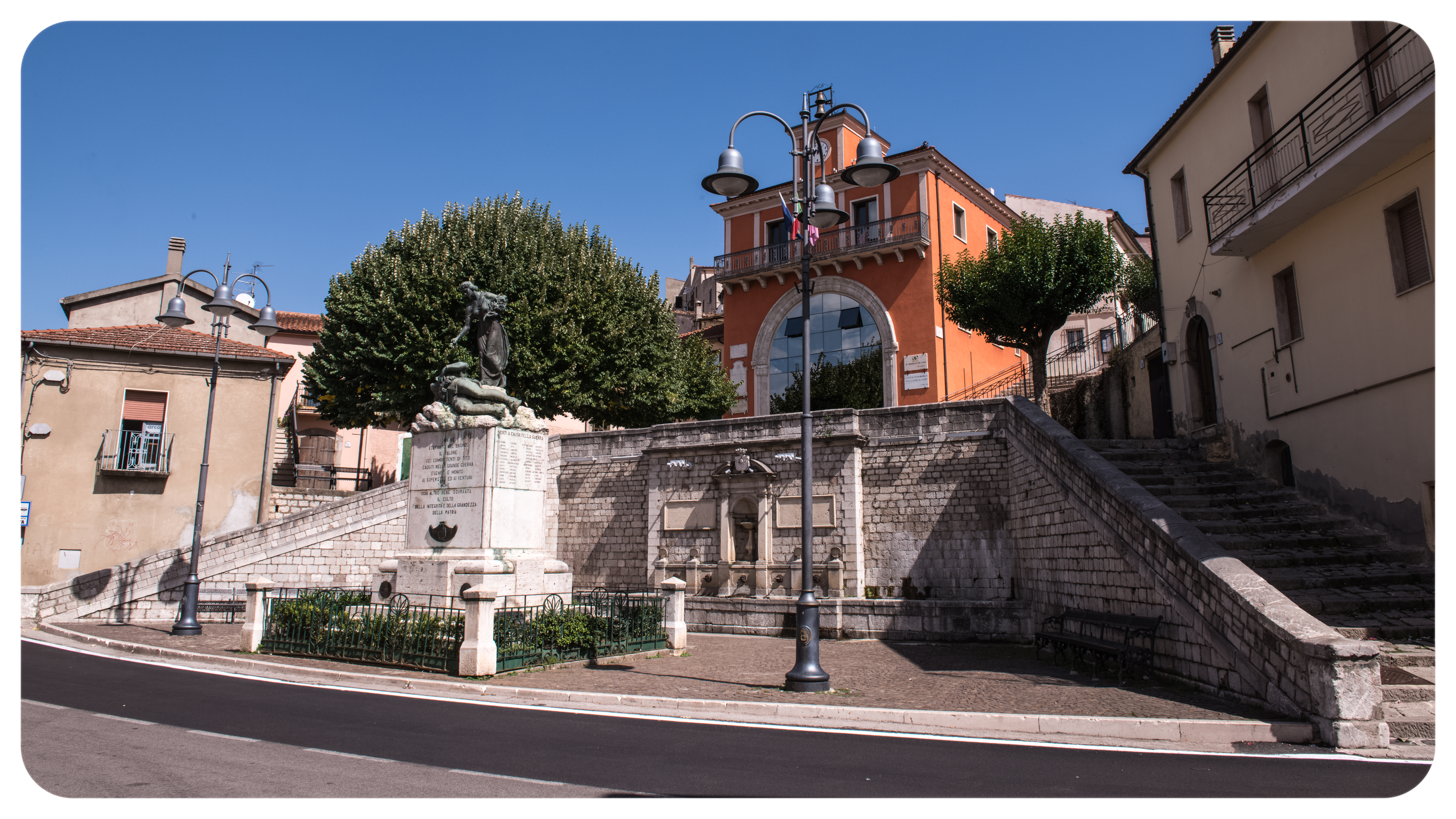
Vue de la Fontaine du Palazzo Civico avec le monument au morts au 1er plan et la Mairie sur le fond en rose.
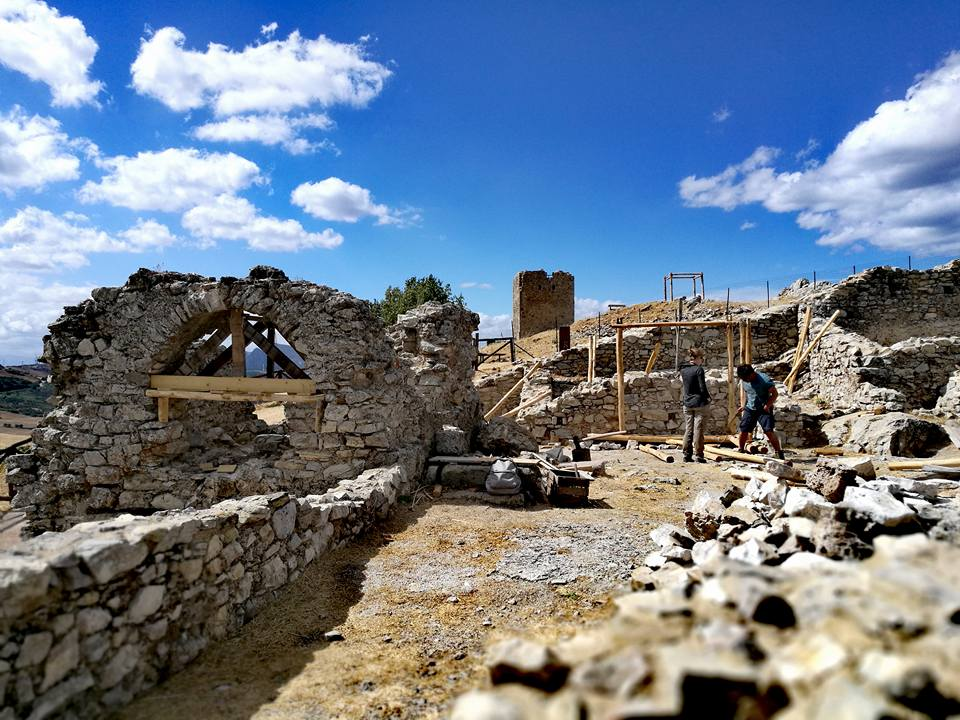
Site archéologique Torre di Satriano à Tito.
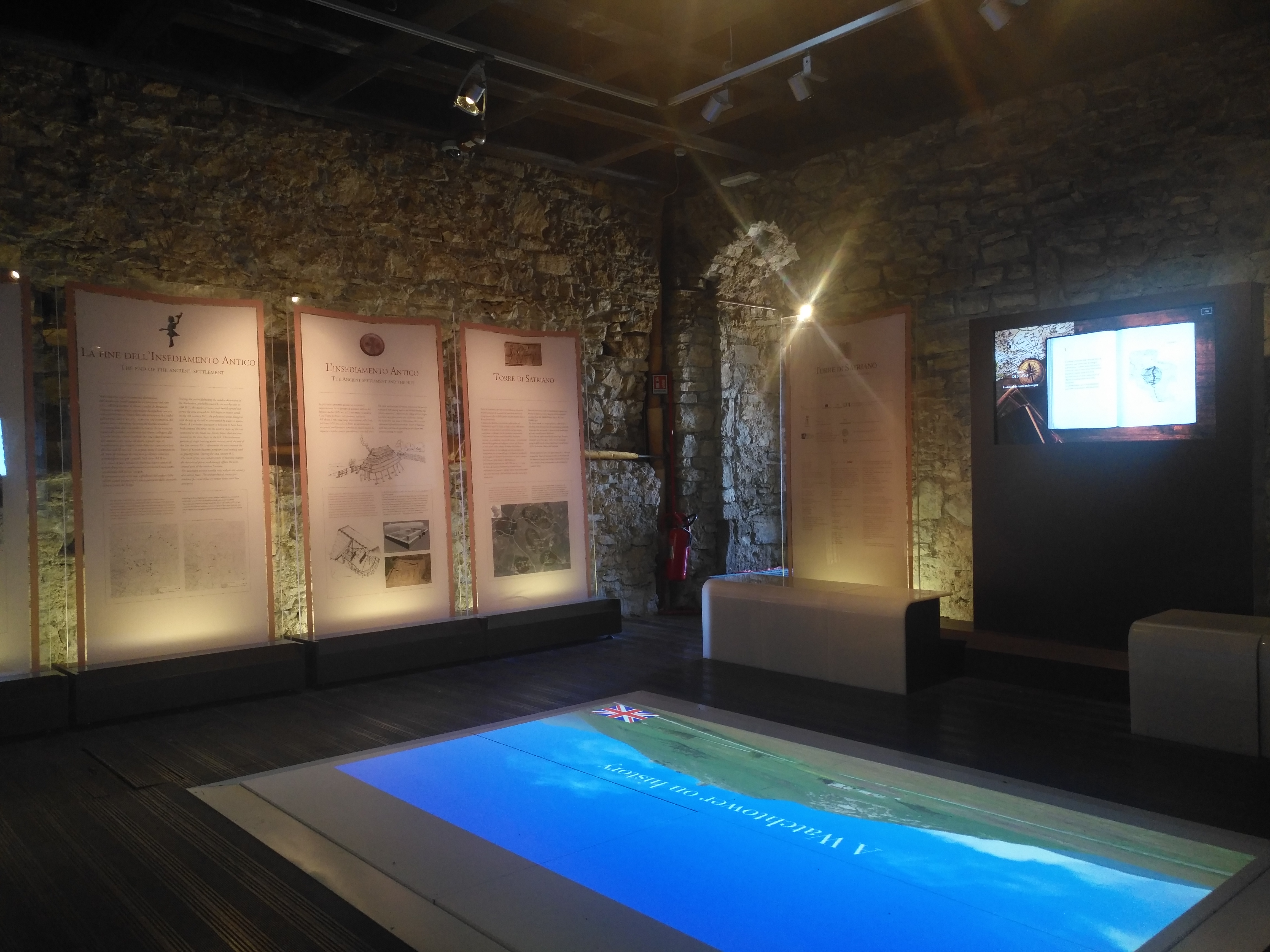
Musée multimédia de Tito, Tour de Satriano.
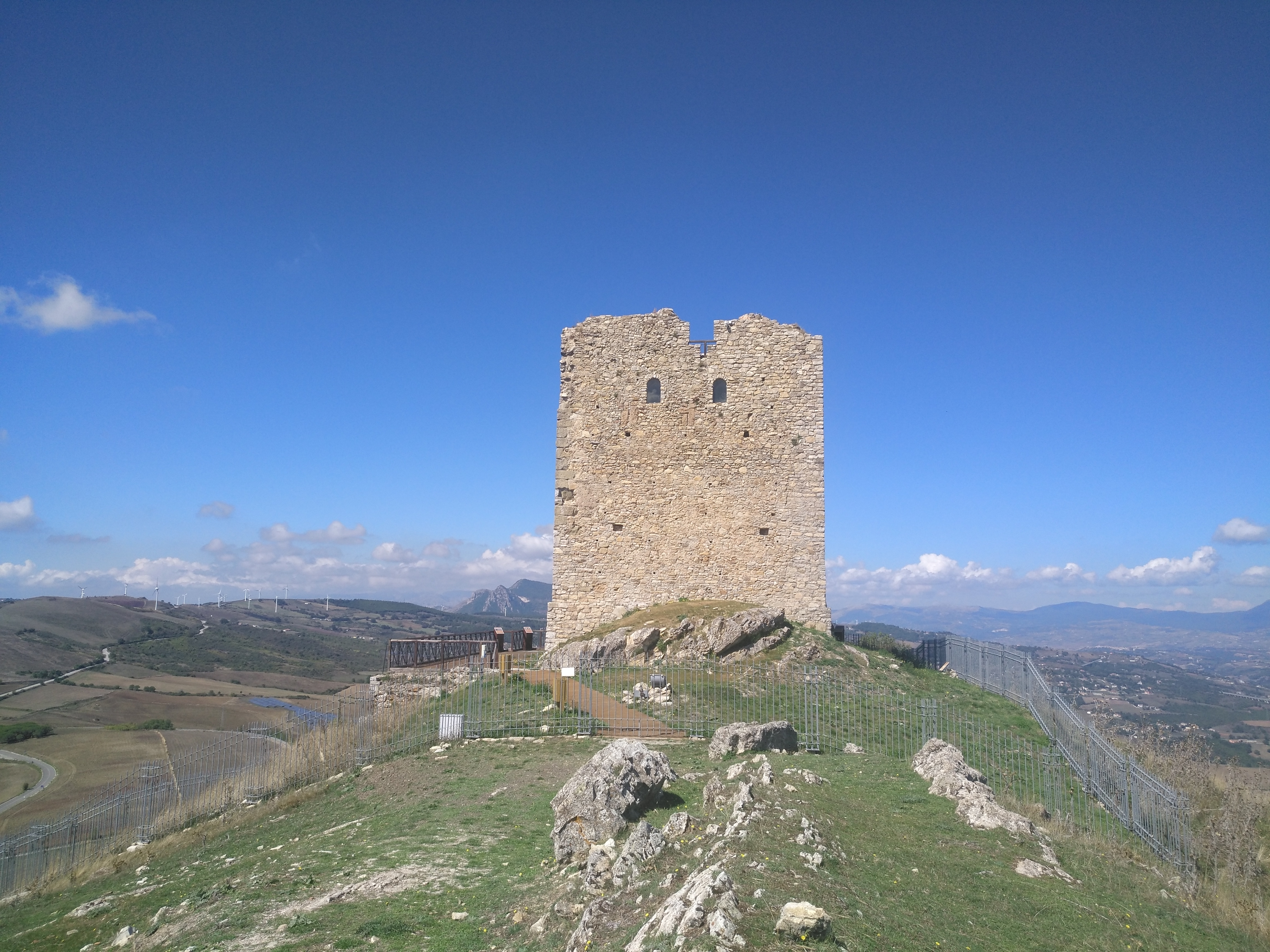
Tour de Satriano.
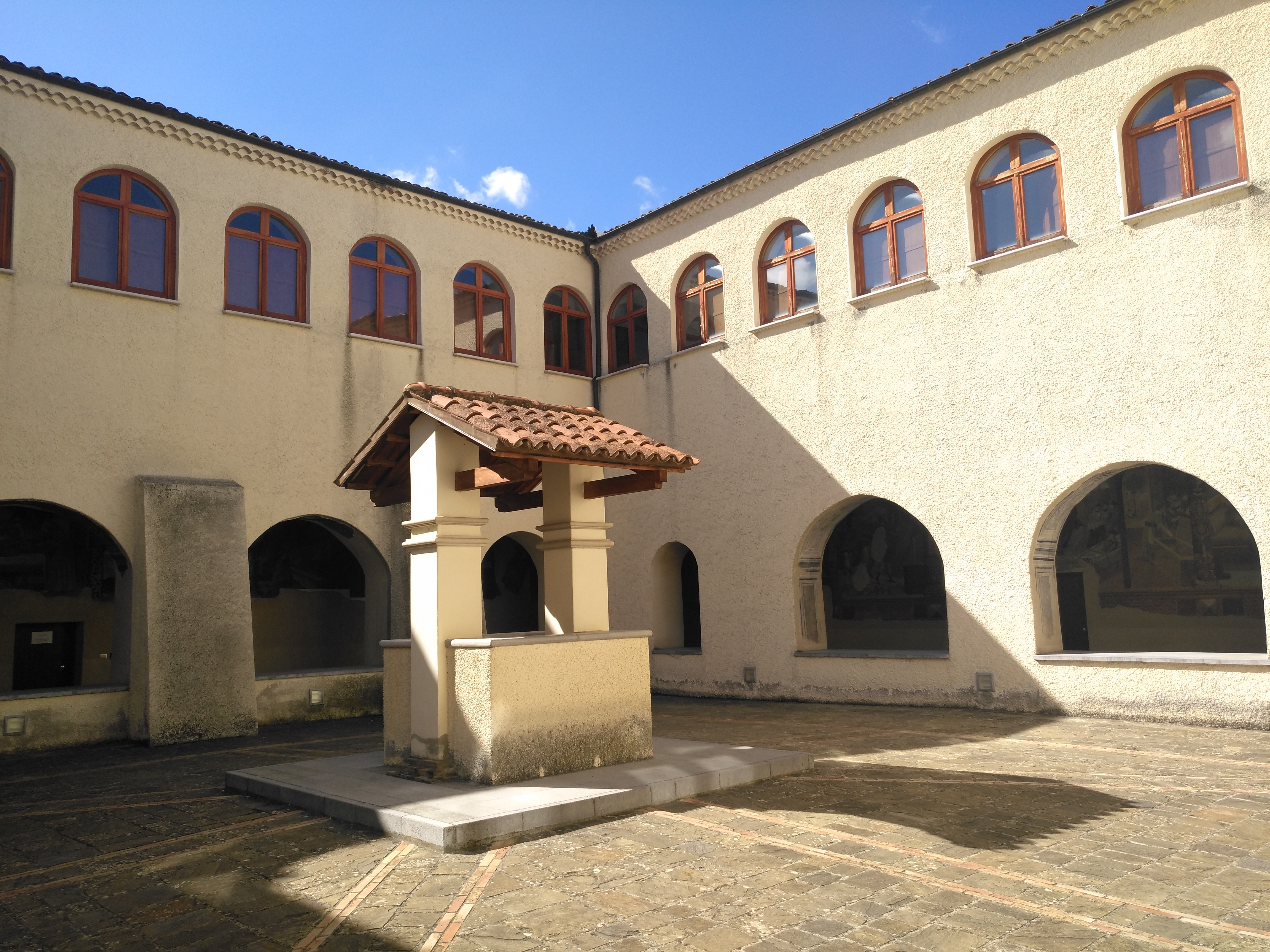
Couvent de Sant'Antonio di Padova de Tito.